# 朝鮮民主主義人民共和国貿易銀行
朝鮮民主主義人民共和国貿易銀行（ちょうせんみんしゅしゅぎじんみんきょうわこくぼうえきぎんこう、朝鮮語: 조선민주주의인민공화국무역은행）は、朝鮮民主主義人民共和国の外国為替銀行である。略称は朝鮮貿易銀行（朝鮮語: 조선무역은행）。朝鮮民主主義人民共和国外貨管理法第5条に設立根拠を持つ。

## 概要
中央銀行、市中銀行の役割を持つ朝鮮民主主義人民共和国中央銀行に対し、外国為替専門の銀行であり、対外取引を専門とする。同時に同国では外貨を直接取り扱う商店等が存在する特殊事情もあり、国内で外貨入金型電子マネー「ナレ」を運営・発行している。外貨兌換券（兌換ウォン）を発行していた。
かつては足利銀行、北陸銀行、横浜銀行とコルレス契約していた。